# Dominik Czaja
Dominik Czaja (Cracovia, 12 de agosto de 1995) es un deportista polaco que compite en remo.
Participó en los Juegos Olímpicos de París 2024, obteniendo una medalla de bronce en la prueba de cuatro scull, y el cuarto lugar en Tokio 2020, en la misma prueba.
Ganó tres medallas en el Campeonato Mundial de Remo entre los años 2019 y 2023, y seis medallas en el Campeonato Europeo de Remo entre los años 2017 y 2025.

## Palmarés internacional
| Juegos Olímpicos   | Juegos Olímpicos         | Juegos Olímpicos  | Juegos Olímpicos |
| Año                | Lugar                    | Medalla           | Prueba           |
| ------------------ | ------------------------ | ----------------- | ---------------- |
| 2024               | París (Francia)          | Medalla de bronce | Cuatro scull     |
| Campeonato Mundial |                          |                   |                  |
| Año                | Lugar                    | Medalla           | Prueba           |
| 2019               | Ottensheim (Austria)     | Medalla de plata  | Cuatro scull     |
| 2022               | Račice (República Checa) | Medalla de oro    | Cuatro scull     |
| 2023               | Belgrado (Serbia)        | Medalla de bronce | Cuatro scull     |
| Campeonato Europeo |                          |                   |                  |
| Año                | Lugar                    | Medalla           | Prueba           |
| 2017               | Račice (República Checa) | Medalla de plata  | Cuatro scull     |
| 2018               | Glasgow (Reino Unido)    | Medalla de bronce | Cuatro scull     |
| 2022               | Múnich (Alemania)        | Medalla de plata  | Cuatro scull     |
| 2023               | Bled (Eslovenia)         | Medalla de oro    | Cuatro scull     |
| 2024               | Szeged (Hungría)         | Medalla de bronce | Cuatro scull     |
| 2025               | Plovdiv (Bulgaria)       | Medalla de bronce | Cuatro scull     |